# Basquismo

A Ikurriña, bandeira oficial do País Basco espanhol

O Lauburu, ou cruz basca, uma cruz suástica que é o símbolo do País Basco

O termo basquismo (em castelhano: vasquismo) refere-se a um sentimento de apego ao ambiente basco e à respetiva cultura, o qual é percetível em pessoas, grupos sociais e zonas do País Basco (tanto espanhol como francês) e Navarra. Segundo o Dicionário da língua espanhola da Real Academia Espanhola, o basquismo caracteriza-se pelo amor ou apego às coisas características ou típicas do País Basco, diferenciando-o do termo que muitas vezes é usado como sinónimo abertzale, que literalmente significa "patriota" em basco.

## Basquismo e nacionalismo basco
O basquismo foi muitas vezes equiparado, quando não confundido com o nacionalismo basco, mas não são só os nacionalistas bascos que se podem denominar "basquistas", pois há diversas organizações políticas bascas e navarras que se intitulam basquistas apesar de não se considerarem elas próprias nacionalistas. Tal é o caso, por exemplo, da Ezker Batua-Berdeak (EB-B; "Esquerda Unida-Os Verdes"). Por outro lado há organizações que combinam ambas ambas as ideologias, como é o caso do Nafarroa Bai e do Batzarre.
Segundo os elementos moderados do nacionalismo basco, o basquismo é definido como um elemento que dá coesão, que funde diferenças, a "cola" que sustenta um projeto comum de Euskadi em que são compatíveis as diferentes formas de ver Euskadi dos nacionalistas e dos não nacionalistas.

## Basquismo e socialismo basco

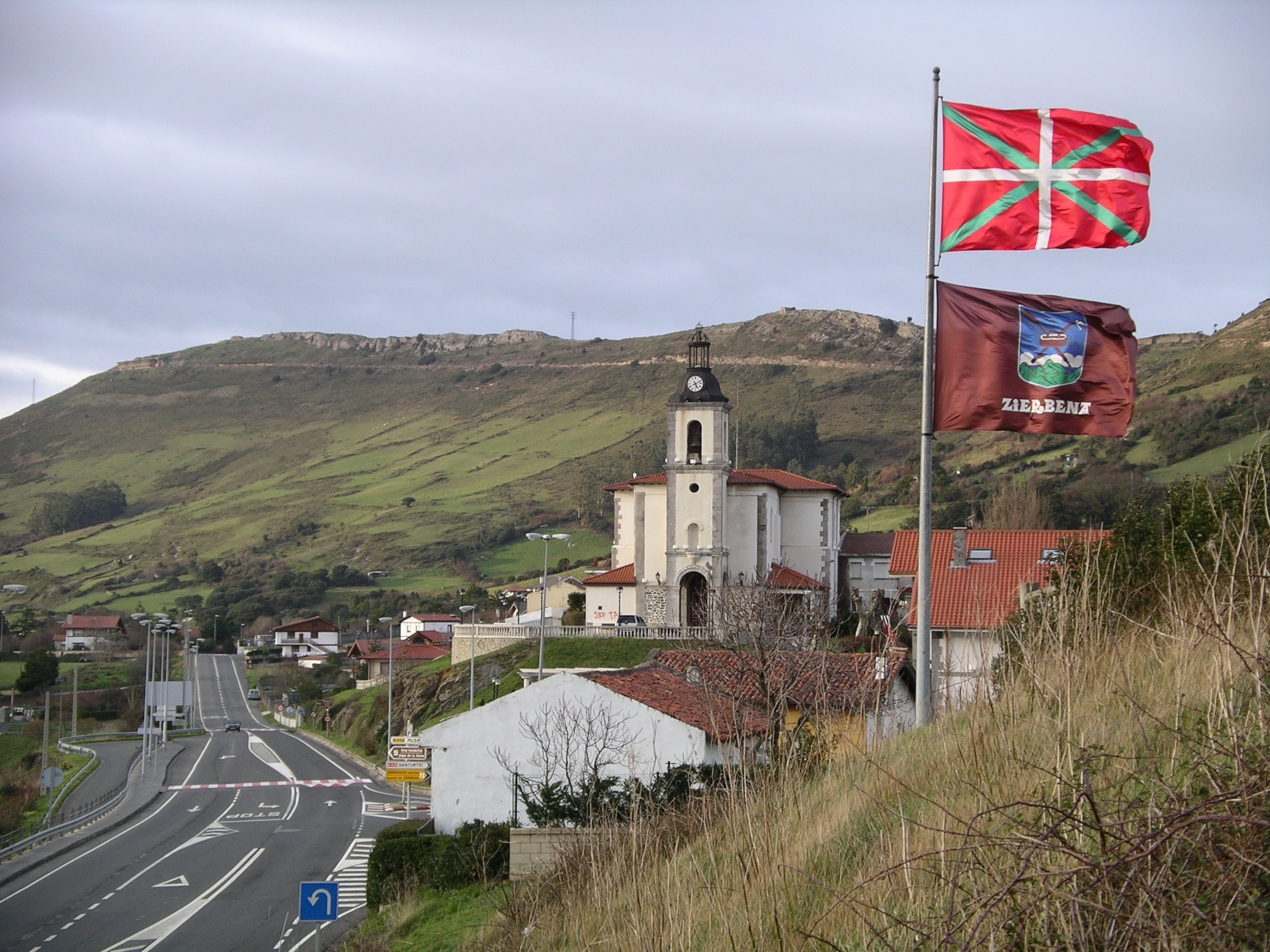
Uma bandeira basca em Ciérvana, Biscaia

O Partido Socialista de Euskadi-Euskadiko Ezkerra (PSE-EE) afirma que o basquismo defendido pelo socialismo está profundamente entroncado nos sinais de entidade basca, mas livre de qualquer determinação essencialista ou etnicista de cunho socialista. O PSE-EE afirma que o seu basquismo está vocacionado para superar a dialética tradicional entre nacionalistas e não nacionalistas, para estruturar, com o "pós-nacionalismo", um país de identidades plurais e diversos sentimentos de pertença, que se expressam através da riqueza linguística do euskera (basco) em primeiro lugar e do castelhano em segundo lugar.
Nas últimas décadas o socialismo basco passou da defesa do autonomismo basco que reconhece a diversidade cultural do País Basco, com líderes como Ricardo García Damborenea e José María Benegas ("Txiki Benegas"), para a aposta no basquismo como único elemento integrador da sociedade basca, fruto da incorporação nas suas fileiras de elementos claramente basquistas, como os provenientes de Euskadiko Ezkerra ou os socialistas guipuscoanos, como Jesús Eguiguren ou Odón Elorza. Tanto Ramón Jáuregui como Patxi López apostaram num PSE-EE claramente basquista em vez de federal espanhol. Mesmo assim, existem fortes tendências dentro do PSE e do PSOE, que alguns dizem ser maioritárias, embora sem expressão nos média, que não concordam com a afirmação que basquismo seja o eixo integrador da sociedade basca, como é o caso de Maite Pagazaurtundua, setores "guerristas", José Bono, etc.[carece de fontes?]

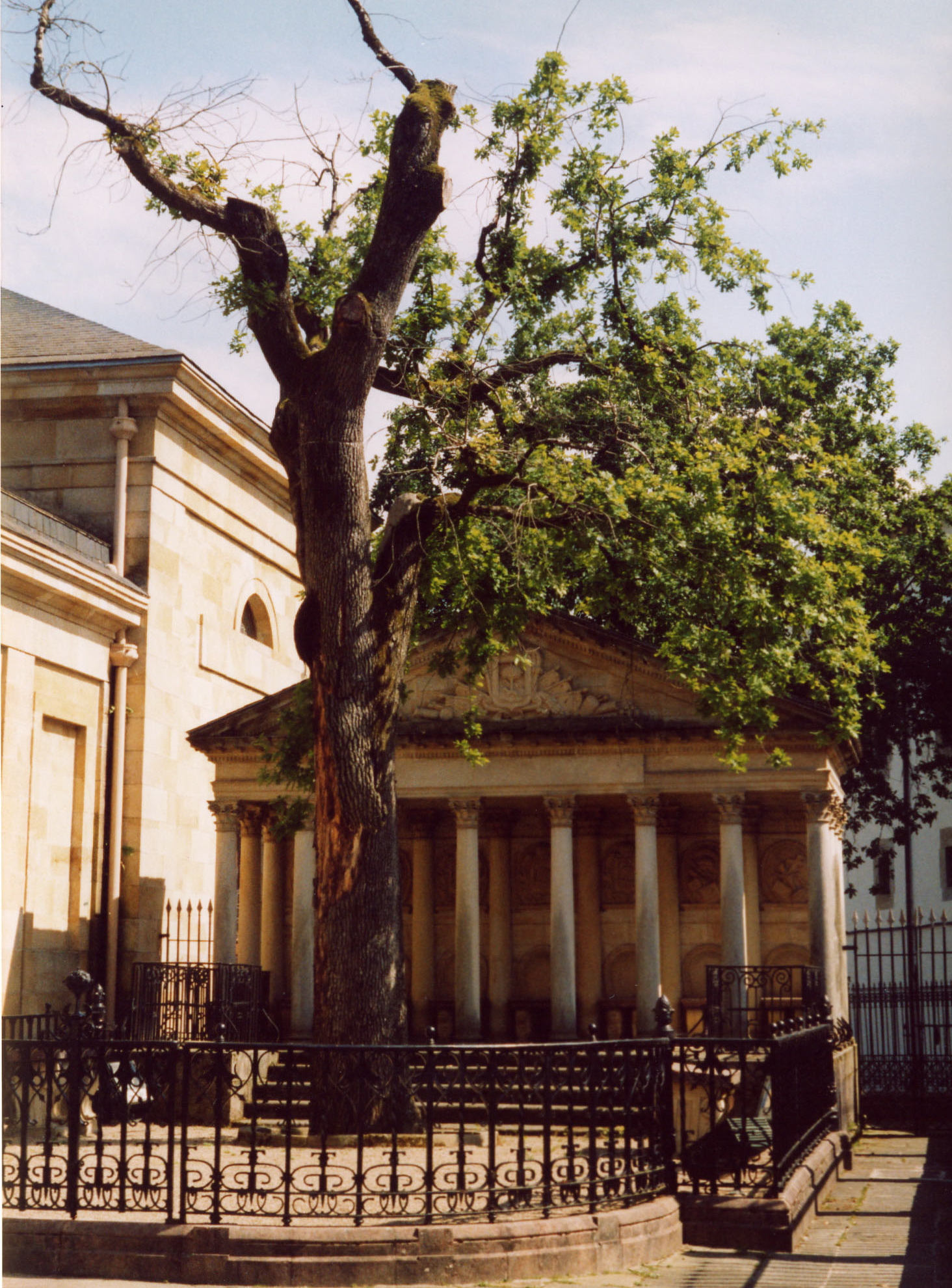
A Árvore de Guernica, considerada um símbolo das liberdades da Biscaia e dos biscaínhos e, por extensão, dos bascos

A insígnia do Zazpiak Bat, o lema que defende a união das sete regiões bascas (Euskal Herria): em Espanha — Álava, Biscaia, Guipúscoa e Navarra; em França — Baixa Navarra (Basse-Navarre; em basco: Nafarroa Beherea), Labourd (em basco: Lapurdi) e Soule (em basco: Zuberoa)

## Basquismo e agrupamentos contrários ao nacionalismo
Existe também um basquismo associado a elementos abertamente hostis ao nacionalismo basco, como por exemplo o Foro Ermua, quando afirma a sua aposta num «basquismo que não esquece que o eixo da construção de Espanha se traçou de norte para sul: ninguém nos conquistou, certamente antes pelo contrário. Por ser integrador, é um basquismo plural. É um genuíno ser basco, que integra sem exclusão: não necessita de esconder séculos de história, nem apelidos da árvore genealógica por trás de ridículos "K" que camuflam complexos. Não nega nada, nem exclui ninguém: cabemos todos, trabalhando juntos, com lealdade — isso sim, sem mentiras nem enredos — com respeito pela liberdade. Porque a nossa sociedade não necessita de processos de pacificação, mas sim cidadãos educados na verdade: porque não há liberdade sem verdade, nem se cultiva a paz entre mentiras».

## O basquismo navarro
Fernando José Vaquero Oroquieta afirma que historicamente «boa parte da intelectualidade navarra dos finais do século XIX e primeiras décadas do século XX era basquista do ponto de vista cultural, mas não politicamente. Já no carlismo e noutros setores sociais navarros, muitos intelectuais inclinaram-se para um basquismo cultural, em alguns casos muito concretos prenunciando o basquismo político que com o passar dos anos se evoluiu para o Partido Nacionalista Basco (PNV), entre outros».[carece de fontes?]
Atualmente em Navarra, o basquismo está identificado quase na íntegra com o nacionalismo basco, ainda que existam forças que, reivindicando o basquismo, resistem a denominar-se abertzales, como é o caso do Batzarre. Apesar disso, existe um sentimento basquista desenvolvido em setores da Esquerda Unida de Navarra (IUN-NEB, em basco: Nafarroako Ezker Batua) e inclusivamente em alguns elementos do Partido Socialista de Navarra (PSN), como é o caso da ex-vereador pamplonesa Ainhoa Aznarez, e da União do Povo Navarro (UPN), como Daniel Múgica ou Pello Urquiola; mas nestes casos o basquismo pressupõe a aposta na reivindicação da componente basca inerente a ser navarro, em matéria de cultura, história e língua, mas em nenhum caso há identificação com o projeto político de territorialidade do nacionalismo basco. Apesar disso, e devido à união regional entre Navarra e o País Basco durante o século XIX, a disposição transitória da constituição espanhola de 1978 contempla a possibilidade de que ambas as autonomias confluam para uma só se assim o desejarem as partes.[carece de fontes?]
Existe um conflito doutrinal ao contrastar o basquismo com o navarrismo. Há autores e políticos que consideram ambos os termos antagónicos, enquanto que outros consideram que existe um basquismo navarrista ou um navarrismo basquista. Além disso existe um certo âmbito de carácter basco-navarro que tem raízes anteriores ao século XIX.[carece de fontes?]